# 폴란드 왕위 계승 전쟁
폴란드 왕위 계승 전쟁(폴란드어: Wojna o sukcesję polską, 1733년 ~ 1735년)은 아우구스트 2세 사후 계승권을 둘러싼 폴란드 내전으로 서유럽에서 오스트리아 합스부르크의 힘을 저지하려고 시도한 2개의 부르봉의 힘인 프랑스와 스페인이 폴란드 왕에게까지 손을 뻗친 주요 유럽국가의 전쟁의 불꽃이었다. 폴란드에서 전투의 결말은 아우구스트 3세가 계승하는 것으로 끝났는데, 그는 합스부르크와 러시아의 지지를 받았다. 군사 행동은 부르봉의 힘에 대항해 합스부르크의 영토인 라인란트와 이탈리아에서 벌어져 대부분 성공했다. 그레이트브리튼은 오스트리아를 지지하는 것을 싫어해 영국-오스트리아 동맹에서 주요 불협화음의 이유가 되어 많은 군사적 실패에 기여하게 되었다.
비록 1735년부터 이미 사전 준비로 평화는 시작되었으나, 전쟁은 공식적으로 1738년 빈 조약에 의해 끝났다. 아우구스트 3세는 폴란드 왕이 되는 것을 승인 받았고, 그의 적수 스타니스와프 레슈친스키는 로렌 공국을 받았다. 프란츠 스테판(Francis Stephen)은 로렌을 잃었지만, 대신 파르마와 토스카나 대공국을 얻었고, 파르마의 샤를은 나폴리와 시칠리아 왕국을 갖게 되어 부르봉은 영토를 획득하는 결과를 얻었다. 폴란드 또한 리보니아와 쿠틀란트 공국에 대해 직접적 지배에 대한 권리를 주었지만, 양쪽 모두 폴란드의 봉토(Fief)로 잔존하게 되었다. 하지만 폴란드에 통합되지 않고, 러시아의 강력한 영향력하에 들어가게 되었다.

## 같이 보기
- 스페인 왕위 계승 전쟁
- 오스트리아 왕위 계승 전쟁

## 참조
- 본 문서에는 현재 퍼블릭 도메인에 속한 브리태니커 백과사전 제11판의 내용을 기초로 작성된 내용이 포함되어 있습니다.
- Sutton, John L (1980). 《The King's honor & the King's Cardinal: the war of the Polish succession》. University Press of Kentucky. ISBN 9780813114170.
- Wilson, Peter Hamish (1998). 《German armies: war and German politics, 1648-1806》. Routledge. ISBN 9781857281064.
- Austrian-Hungarian Monarchy. Kriegsarchiv (1891). 《Geschichte des Kämpfe Österreichs: Feldzüge des Prinzen Eugen von Savoyen: Nach den Feldacten und anderen authentischen Quellen》 [History of Austrian Battles: Campaigns of Prince Eugene of Savoy: from the field records and other authentic sources] (독일어). Verlag des K.K. Generalstabes, in Commission bei C. Gerold's Sohn.
- Colletta, Pietro; Horner, Ann Susan (translator) (1858). 《History of the kingdom of Naples, 1734-1825, with a suppl, Parts 1825-1856》.
- Lindsay, J. O (1957). 《The New Cambridge Modern History》. Cambridge, England: Cambridge University Press.
- Pajol, Charles Pierre (1881). 《Les guerres sous Louis XV》 [The Wars of Louis XV] (프랑스어). Paris: Librairie de Firmin-Didot et Cie.